# Havlagá

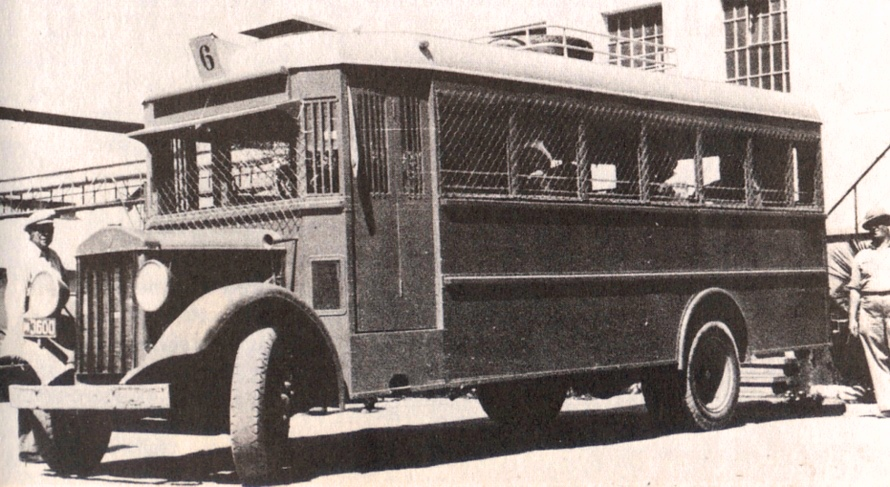
Un autobús de pobladores judíos equipado con protectores de alambrados para protegerse contra el lanzamiento de piedras, vidrios y granadas durante la Revuelta Árabe. A pesar de todo la comunidad judía adoptó la política de autocontención (Havlagah) durante un tiempo importante.

Havlagá (hebreo: ההבלגה "La contención") o Política de la Havlagá es como se conoce a una doctrina que mantuvieron distintas organizaciones sionistas durante la década de 1920 y especialmente 1930. La doctrina se basó en la auto-contención y en el uso de respuestas defensivas ante los ataques de grupos árabes que hostigaban continuamente a los poblados judíos durante el Mandato Británico de Palestina. Sus principios fundamentales eran el fortalecimiento y la abstención de tomar venganza sobre los árabes por atacar a civiles inocentes. Los dirigentes políticos y muchos grupos de izquierda del movimiento sionista apoyaron la política de la Havlagá.

## Origen de la Havlagá
La Havlagá comenzó a principios de la década de 1930, motivada en las esperanzas de una futura convivencia pacífica que acariciaban los pioneros de las primeras aliot.
Otro aspecto a tener en cuenta era la inferioridad hebrea respecto a los árabes en los conflictos que se producían por aquel entonces en el Mandato Británico
En 1880 habían comenzado las inmigraciones de los judíos desde Europa hacia Medio Oriente. El objetivo era construir un estado judío moderno en la tierra del antigua Reino de Israel, para tener un lugar seguro donde protegerse de los ataques antisemitas que se sucedían en Europa. Esta inmigración se incrementó a principios del siglo XX con la creación de la Organización Sionista Mundial y fue de modo más constante a partir de la década de 1920, a medida que el antisemitismo crecía paulatinamente en Europa, alimentado por los nacionalismos. 
Ello provocó que los árabes que habitaban en la provincia palestina del Imperio otomano (donde los judíos se establecerían) consideraran amenazado su territorio, por lo que a principios de 1920 comenzaron a atacar los intereses judíos. La mayoría de los líderes judíos, conscientes de la inferioridad numérica y militar, pero también esperando sentar las bases para una futura convivencia pacífica, optaron por una política de apaciguamiento y autocontención, denominada Havlagá, apoyada por las autoridades británicas.

## Mantenimiento y fin de la Havlagá
La década de 1930 fue muy dura para la población judía palestina, que recibió múltiples ataques organizados de parte de la población árabe en el marco de la Revuelta Árabe, promovida principalmente por el influyente líder antisionista Amin al-Husseini. Con la Havlagá activa, a comienzos de la década de 1930 se adoptó una actitud defensiva, sin grandes ataques, favorable al apaciguamiento de los árabes que, sin embargo, en vista de nuevas inmigraciones de judíos originarios escapados de la Alemania nazi, no dieron tregua y prosiguieron con los pogromos antisemitas de un modo constante y regular. Esta actitud exasperó a los judíos que, al adquirir más hombres y armas, fueron abandonando gradualmente esta política de apaciguamiento a partir de 1936. Pese a que muchos dirigentes judíos seguían siendo partidarios del diálogo, los motines árabes de 1936-1939 impidieron alcanzar un acuerdo. Por otra parte, se creó una organización armada judía paralela a la dirección oficial, denominada Irgún, que, desde 1936, rechazó firmemente esta política de autocontención y mantuvo una política activa de represalias contra los nidos de poblaciones árabes desde donde se producían los ataques contra los judíos. En 1939, la Haganá rompió con la política de la Havlagá. En 1940 los máximos dirigentes judíos habían abandonado ya la Havlagá, para adoptar una actitud más agresiva, que se consolidaría durante la Segunda Guerra Mundial y, posteriormente, en el período comprendido en 1946-1948. En ese último año, la creación del Estado de Israel llevó a una guerra general en Oriente Medio. Tras ella, una paz poco duradera se impuso, quedando la política de la Havlagá totalmente descartada.